# Villa Popea
La Villa Popea (en latín Villa Poppae), también llamada Villa Oplontis o Villa A por los arqueólogos modernos, es una villa romana situada al pie del monte Vesubio, cerca de Nápoles, al sur de Italia, que data de los primeros tiempos imperiales.
La villa es una gran conjunto arquitectónico emplazado en la antigua ciudad romana de Oplontis (la moderna Torre Annunziata), a unos diez metros por debajo del nivel actual. Fue propiedad del emperador Nerón y utilizada por su segunda esposa, Popea Sabina, como su residencia principal cuando no estaba en Roma. Según Suetonio,  en el año 65 Nerón asesinó a Popea de una patada en el abdomen cuando se encontraba al final de su embarazo.
La villa Popea, como el resto de las excavaciones de Oplontis, fue declarada Patrimonio de la Humanidad por la Unesco en 1997, junto con Pompeya y Herculano. Actualmente está regentada por la Soprintendenza Speciale per i Beni Archeologici di Napoli e Pompei.

## Descubrimiento y excavación
La villa Popea, en un primer momento llamada "Villa A", fue descubierta por primera vez en el siglo XVIII durante la construcción del canal del Sarno, que atravesó el atrio central de la vivienda. Entre 1839 y 1840, un grupo de excavadores al servicio de la casa de Borbón realizó trabajos en el lugar, retirando diversas pinturas de la villa. Usaron una técnica mediante túneles empleada también en Herculano, en el transcurso de la cual descubrieron parte del peristilo y del área del jardín.
Los trabajos continuaron de nuevo desde 1964 hasta mediados de los años ochenta, momento en el cual la excavación llegó a su nivel actual. Durante esta fase final se desenterró la gran piscina de 60x17 metros. La zona más meridional de la villa se ha dejado sin excavar debido a las limitaciones físicas del complejo, a causa de su ubicación entre la ciudad moderna de Torre Annunziata y la construcción del canal del Sarno.

## Historia
La villa Popea es una villa residencial de ocio en la cual, sin embargo, hay salas dedicadas a la producción de vino y de aceite. Data del año 39 a. C. y fue ampliada en la época de la dinastía Julio-Claudia. Se atribuyó a Popea Sabina, esposa de Nerón, por la inscripción encontrada en un ánfora que iba dirigida a ella. Los estudios arqueológicos sugieren que, en el momento de la erupción del Vesubio el 24 de agosto del año 79, la casa no estaba habitada y se encontraba en proceso de reconstrucción y decoración, al igual que otras casas de la zona, posiblemente a raíz del terremoto del año 62. Todos los objetos fueron encontrados apartados en diversas habitaciones. 
Hasta ahora, la villa no ha sido totalmente excavada y la única área que ha visto la luz corresponde a la parte oriental, mientras que la entrada principal y la parte oeste están pendientes de recuperación, cosa que se ve dificultada por la presencia de una carretera moderna y un edificio militar.

## Estructura
| 01-Atrio            | 02-Cocina     |
| 03-Caldario         | 04-Tepidario  |
| 05-Salón 1          | 06-Triclinio  |
| 07-Cubiculum        | 08-Salón 2    |
| 09-Galería          | 10-Peristilo  |
| 11-Pasillo          | 12-Oecus      |
| 13-Piscina          | 14-Hospedería |
| 15-Viridarium       | 16-Salón 3    |
| 17-Salón 4          | 18-Salón 5    |
| 19-Pasillo vestidor | 20-Letrina    |
| 21-Peristilo        | 22-Larario    |
| 23-Propíleo         | 24-Jardín     |

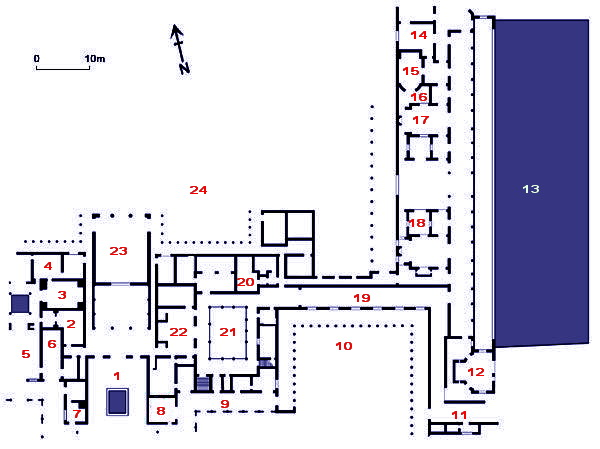
Planta de la Villa Popea

Según John R. Clarke, la villa Popea responde a un modelo en el cual se basaban muchas casas modestas de las antiguas Pompeya y Herculano. Esta grandiosa villa marítima se caracterizaba por sus "ceremonias de bienvenida y ocio", tanto por su espacio físico como por su decoración. Su distribución es muy compleja, fruto de varias ampliaciones. Además, las zonas que todavía faltan por descubrir en el lado de poniente dejan dudas pendientes sobre la función respectiva de cada estancia y área.
La planta de la villa está compuesta por dos cuerpos longitudinales dispuestos ortogonalmente en forma de "L" alrededor de un jardín que hacía también las funciones de huerto. La zona orientada según el eje este-oeste es la más antigua, mientras que el ala sur-norte es posterior.  
La zona este-oeste se distribuye alrededor de un atrio y data de mediados del siglo I a. C. Tenía una fachada principal orientada al sur, de cara al mar (que ahora se ha retirado), y una fachada monumental de factura posterior en el lado norte, de cara al jardín. En esta parte de la casa se sitúan el área termal, los accesos, la zona de servicio y un cuerpo de enlace entre estas estancias originales y la ampliación que discurre en dirección sur-norte.
La zona sur-norte tiene el jardín o huerto situado en el lado de poniente y una gran piscina que se extiende paralelamente al lado de levante. Está formada por una serie de estancias al sur y una galería delante de la piscina que da acceso a una sucesión de habitaciones alternadas con viridariums (vergeles o pequeños huertos) que decoran y aportan luz a las habitaciones y a los salones.

## Jardines
La historiadora y arqueóloga Wilhelmina Feemster Jashemski comenzó sus excavaciones en la villa Popea en 1974, y en 1993 había descubierto trece jardines. Uno de ellos tenía un peristilo en la zona más antigua de la villa. Allí, Jashemski y su equipo hallaron restos de un gran árbol de sombra al lado de una fuente. También encontraron un reloj de sol y los restos de un rastrillo, una azada y un gancho.
Otro jardín de la propiedad, cerrado por muros, presentaba frescos de plantas y pájaros en sus paredes. Se hallaron indicios de que en su perímetro se cultivaban árboles frutales. En otros dos patios también se encontraron pinturas murales. 

### El gran jardín trasero
Al norte de la villa había un gran jardín, que Jashemski describe como "similar a un parque", y que se extendía en la parte trasera de la vivienda. El acceso actual al interior de la residencia se hace por este huerto, si bien en la configuración original este era un espacio interior.
En este huerto, el equipo de Jashemski halló unas cavidades donde se habrían alojado las raíces de unos grandes árboles, y que los especialistas del Ministero dell'Agricultura creyeron que pudieran ser plátanos. También se encontraron diversas estatuas de mármol. 
Los arqueólogos descubrieron lo que parecían ser los restos de unos tocones. Se analizaron en el laboratorio, pero como la madera se había convertido en carbonato cálcico, no pudo ser identificada la especie exacta de árbol de los restos del tocón. A pesar de ello, una gran rama todavía conservaba intacta parte de su estructura celular original, y tras examinar este material bajo el microscopio se pudo confirmar que dicha rama correspondía a un olivo. 
Se identificaron otras especies de árboles en la villa Popea, entre ellos limoneros, granados y adelfas, y una manzana carbonizada que indicaba también la presencia de manzanos. Según Patrick Bowe, tras la identificación de las especies originales y su localización exacta se llevó a cabo el actual proyecto de repoblación de los jardines de la villa. De esta forma, junto a cada una de las antiguas raíces se ha plantado un árbol de la misma especie.

## Zonas y estancias de la villa

### Zona termal
La zona termal consta, además, de un gran salón, el triclinio y un cubículo alrededor de dos pequeños patios que aportaban luz a los aposentos. 
| Estancia   | Núm. | Descripción | Imágenes |
| ---------- | ---- | --- | -------- |
| Caldarium  | 03   | La villa contaba con instalaciones termales propias, de manera similar a las grandes mansiones de las clases acomodadas. Las pinturas que lo decoran son del segundo estilo pompeyano, con columnas de fuste fino sobre las cuales descargan unos arquitrabes en la parte central de la pared. La parte superior está dividida con elementos arquitectónicos de carácter ornamental dentro de los cuales hay unos cuadros de paisajes y figuras humanas, junto con otros de grandes dimensiones copiados de originales griegos. El cuadro central representa a Hércules en el jardín de las Hespérides. |          |
| Tepidarium | 04   | La sala tibia de las termas está decorada con frescos negros y rojos del cuarto estilo pompeyano. En los grandes paneles situados en la parte central de la pared hay unos pequeños cuadros con pájaros picando fruta. En la parte superior se observan unos dibujos de edificios esquemáticos, de un cierto aire fantástico pero que se basan en la arquitectura real. |          |
| Cocina     | 02   | La cocina tenía un área de fogones situada en la pared norte y hecha de obra, con una especie de hornacinas para guardar la leña. En la pared sur hay un altillo probablemente utilizado como habitación para alojar al servicio. |          |
| Salón      | 05   | Se trata de un lujoso salón del cual solo queda una pared con un fresco de grandes dimensiones del segundo estilo pompeyano, de un alto realismo y lleno de trampantojos. Se representa un santuario de Apolo, divinidad simbolizada mediante un trípode del oráculo de Delfos. Se encuentra en medio de árboles y matorrales, detrás de un arquitrabe y de una puerta abierta en medio de dos columnas dispuestas sobre un podio. El fresco está inspirado en el estilo helenístico y en las escenografías teatrales, y cuenta con figuras de calidad como pavos reales y máscaras teatrales, combinadas en una compleja estructura decorativa. En la pared sur había un gran ventanal que daba al mar. Los ventanales dejaron un vacío que ha permitido crear una reproducción en cemento. |          |
| Triclinio  | 06   | En el triclinio destaca el mosaico de figuras polícromas con forma de rombo. Las paredes están decoradas en el segundo estilo pompeyano, con la representación de estructuras arquitectónicas de un gran realismo. Sobre un podio se levantan columnas de mármol o rodeadas de sarmientos metálicos. En el centro de las paredes laterales aparecen unos templetes de planta circular acabados en cúspide, con estatuas de divinidades femeninas en el interior y columnatas en perspectiva. En la pared del fondo (la pared norte) se observa un jardín detrás de una valla. Sobre una columna hay una estatua de una diosa. En esta pared destaca un exquisito fresco con la imagen de una panera de higos de un realismo muy notable.                                                     |          |
| Cubículo   | 07   | Se trata de un pequeño aposento, probablemente dedicado a los sirvientes directamente vinculados a la atención del mismo y de las habitaciones principales. Las camas estaban situadas en unos espacios vaciados en el espesor de la pared. Las pinturas pertenecen al segundo estilo pompeyano y son muy similares a las del salón descrito anteriormente: efectos ópticos, falsas columnas detrás de las cuales se esconden paisajes de ensueño, paneles marmóreos simulados… |          |

### Zona de acceso
Actualmente, se accede a la villa desde el jardín trasero, entrando por un gran salón con columnas, similar a un propíleo, abierto hacia el huerto y que muy bien podría tratarse de un gran comedor. Formando un bloque en dirección sur, a continuación encontramos un pequeño jardincillo con una fuente circular en el centro, un espacio de distribución que enlaza la zona termal, la zona de servicios centrada en un pequeño peristilo y el amplio atrio y su impluvium.
| Estancia | Núm. | Descripción | Imágenes |
| -------- | ---- | --- | -------- |
| Atrio    | 01   | El acceso original a la vivienda se hacía por el sur, desde el atrio, justo en el extremo opuesto del acceso actual. En este espacio actualmente transcurre un canal de agua artificial que se construyó para aprovechar el agua del Sarno para mover los molinos de Torre Annunziata. El atrio es un inmenso salón de más de 10 metros de anchura y casi 12 de largo, con un gran impluvium (cisterna) y el correspondiente compluvium en el techo, que se encuentra a unos 5 metros de altura. Está pavimentado con mosaicos y los frescos de las paredes son del segundo estilo, del siglo I a. C., y se considera que son de los mismos artistas que trabajaron en Boscoreale. Las pinturas imitan una decoración con puertas, columnas e incluso escuadras que simulan entrantes en la pared, cuando realmente todo está en un único plano. Estas pinturas realistas, con gran sentido de la perspectiva, conseguían agrandar visualmente el límite físico de la sala. Algunos elementos son muestras muy espectaculares de la técnica del trampantojo, como la antorcha que descansa sobre los peldaños de una escalera ficticia o las cabezas de personas dentro de unas piezas circulares (imagines clipeatae) en la pared oeste. |          |
| Propíleo | 23   | Este salón y las galerías porticadas que lo rodean a lo largo de toda la fachada norte de la villa son un añadido posterior al periodo constructivo inicial. Fue probablemente un comedor de grandes dimensiones, probablemente para estancias veraniegas. El suelo es de mosaico blanco y negro, con unas sencillas cenefas con motivos vegetales. Las paredes no tienen ningún revestimiento, quizás porque estaban pendientes de decoración cuando se produjo la erupción. De hecho, este salón contendía muchas columnas almacenadas que provenían otras partes de la villa. Las galerías que se encuentran a ambos lados de este salón están pintadas en el cuarto estilo pompeyano, con paneles rojos y amarillos. |          |

### Zona de servicio
Un peristilo pequeño, dentro del cual hay un viridarium, es una pieza que complementa al lararium, un espacio señorial de culto. A la vez que decora y da luz, hace las funciones de distribución entre varios aposentos muy sencillos utilizados para el servicio, como almacenes y una estancia para alojar la letrina.
| Estancia  | Núm. | Descripción | Imágenes |
| --------- | ---- | --- | -------- |
| Peristilo | 21   | Es un espacio porticado que aloja en el centro un viridarium o jardín interior, que aporta luz a las estancias de la planta baja y del primer piso y al cual se accede por una escalera que arranca desde este peristilo. Alrededor del mismo hay varias estancias para el servicio, decoradas con paneles de estrías negros y grises.                                                                              |          |
| Lararium  | 22   | En este espacio de culto se colocaban los lares, las divinidades protectoras de la casa y la familia. Los objetos de culto solían ser imágenes de mármol o bronce y se situaban en un pequeño altar dentro de una hornacina en la pared oeste. La decoración es del cuarto estilo, de fondo blanco, con sutiles elementos decorativos inspirados en la naturaleza.                                                  |          |
| Letrina   | 20   | En el suelo de la estancia hay un pequeño canal, revestido de opus signinum para hacerlo impermeable, que se utilizaba para limpiar las instalaciones. El agua que discurría por dicho canal provenía de un depósito en forma de lavadero que se encuentra a la entrada de la sala. Encima de este reguero y montado contra las paredes, había una estructura de madera con agujeros para poder sentarse y evacuar. |          |

### Zona de enlace
Entre la parte más antigua de la villa, que tiene el atrio como centro, y la estructura más moderna que transcurre en dirección sur-norte junto a la piscina, encontramos un impresionante pasillo con funciones de vestidor y dos zonas señoriales orientadas al mar: el gran peristilo y una galería con los dormitorios.
| Estancia         | Núm. | Descripción | Imágenes |
| ---------------- | ---- | --- | -------- |
| Pasillo vestidor | 19   | Es la estancia que enlaza la parte principal de la villa y la zona de la piscina. Se trata de una pieza de unas dimensiones magníficas, tanto en anchura como en altura. El suelo está hecho de opus signinum, un conglomerado de trozos de barro desmenuzados y cal cuya función era impermeabilizante. A lo largo del pasillo se disponen unos bancos de piedra que se apoyan contra la pared norte, y una serie de grandes ventanas en la pared sur que recaen hacia el gran peristilo. El techo está formado por un entramado de vigas con un cielorraso constituido por paneles decorados con frescos del cuarto estilo pompeyano. Fue reconstruido cuidadosamente, puesto que se había hundido, y tiene un particular interés la rica imaginería que recuerda a la decoración de la Domus Aurea de Nerón, en Roma. Los motivos son figuras geométricas concéntricas con guirnaldas y elementos vegetales, combinados con pequeños animales, cabezas de Medusa y pequeños cuadros. No es difícil imaginar cómo esta suntuosa sala aumentaba el impacto visual de la gran piscina. |          |
| Galería          | 09   | Conecta la zona del atrio (el acceso original de la villa) con el peristilo, recorriendo toda la fachada sur, que daba al mar. Da acceso a una serie de habitaciones de decoración sobria que, al igual que la galería, están decoradas con frescos del cuarto estilo pompeyano, con fondo rojo o blanco, lo cual nos indica que son más modernas, a pesar de estar dentro de la zona original de la villa. Las paredes están formadas por lienzos macizos intercalados con grandes aberturas enmarcadas con montantes de madera, que debían tener algún tipo de cierre para proteger las habitaciones de las inclemencias meteorológicas. |          |
| Salón principal  | 08   | Esta estancia, situada entre el atrio y el principio de la galería, fue una de las más bellas de la villa. Probablemente se trataba del oecus o sala de los banquetes. Sus paredes están completamente cubiertas con frescos, y debía tener unas buenas vistas hacia el mar, que en la época romana estaba más próximo a la villa que en la actualidad. El suelo es de mosaico blanco, con un borde negro que contornea las paredes y con mármoles intercalados de diferentes colores. Este pavimento es similar al que se puede encontrar en otros ejemplos como el la Villa de los Misterios de Pompeya. Las finas pinturas murales muestran una amplia gama de colores tenues y contribuyen a crear un efecto global de amplitud. Los frescos pertenecen al segundo estilo pompeyano, y aunque representan una estructura arquitectónica similar a la de otros salones, con columnas y arquitrabes, aquí aparecen detalles pictóricos de mayor riqueza, como una fuente de vidrio con granadas, un pastel sobre un centro de mesa y una cesta de frutas cubierta por un delicado tul que la protege de los insectos. El muro oriental incluye algunos detalles de gran precisión como una máscara de teatro o un pavo real. |          |
| Peristilo        | 10   | Es un gran pórtico de tres grandes caras (porticus triplex) que aloja otro viridarium o jardín para el ocio. Las columnas, pintadas de blanco, son cilíndricas en la parte inferior y estriadas en la mitad superior. Las paredes están pintadas según el cuarto estilo pompeyano, con fondo rojo en la parte baja del muro y blanco en la superior. Los arquitrabes tienen sutiles figuras geométricas, de animales y cabezas de Medusa. Se han plantado laureles en sus tres lados, ya que se piensa que es el arbusto que existía en el momento de la erupción. |          |

### Zona de la piscina
La zona más moderna de la villa se extiende en dirección sur-norte a lo largo de una gran piscina, con una galería que la conecta con una serie de aposentos y pequeños jardines interiores.
| Estancia   | Núm. | Descripción | Imágenes |
| ---------- | ---- | --- | -------- |
| Galería    | -    | Una larga galería porticada y profusamente decorada según el cuarto estilo pompeyano, con fondo blanco e imágenes similares a las del peristilo (pequeños animales, cuadros con paisajes y guirnaldas vegetales), se extiende paralela a la piscina y da acceso a un salón mediano, a la hospedería y a los viridariums. |          |
| Piscina    | 13   | La piscina es la última ampliación que se hizo en la villa. Tiene 61 metros de longitud y 17 de anchura, con una pendiente hacia el sur para facilitar la circulación del agua. Estaba situada en medio de la naturaleza, hacia el campo abierto, rodeada de prados y de diversas especies de árboles como el plátano, la adelfa y el limonero, tal y como han identificado varios estudios paleobotánicos. Asimismo, se encontraron en la zona diversos pilares sobre los que se colocaban las réplicas romanas en mármol de esculturas griegas originales, que daban al conjunto un ambiente de lujo y tranquilidad. |          |
| Hospedería | 14   | Entre las distintas habitaciones que dan a la galería, destaca un grupo situado en el extremo norte, de una gran sencillez decorativa. Este hecho y su ubicación en el punto más alejado de la parte central de la residencia hace pensar que eran habitaciones para invitados que pasaban temporadas en la villa. |          |
| Viridarium | 15   | Además de los grandes jardines de la zona norte y del peristilo, en esta nueva edificación se abrieron unos pequeños patios interiores o viridarium que aportaban luz, decoración y frescura. Los muros reproducían elementos vegetales existentes en la realidad, con una vegetación exuberante inspirada en un realismo propio del segundo estilo pompeyano, mediante detalles de pájaros y fuentes que enriquecen la decoración. La forma peculiar del viridarium apunta a que es una construcción posterior a la de las habitaciones entre las cuales está situado este pequeño jardín.                            |          |

## Galería de imágenes

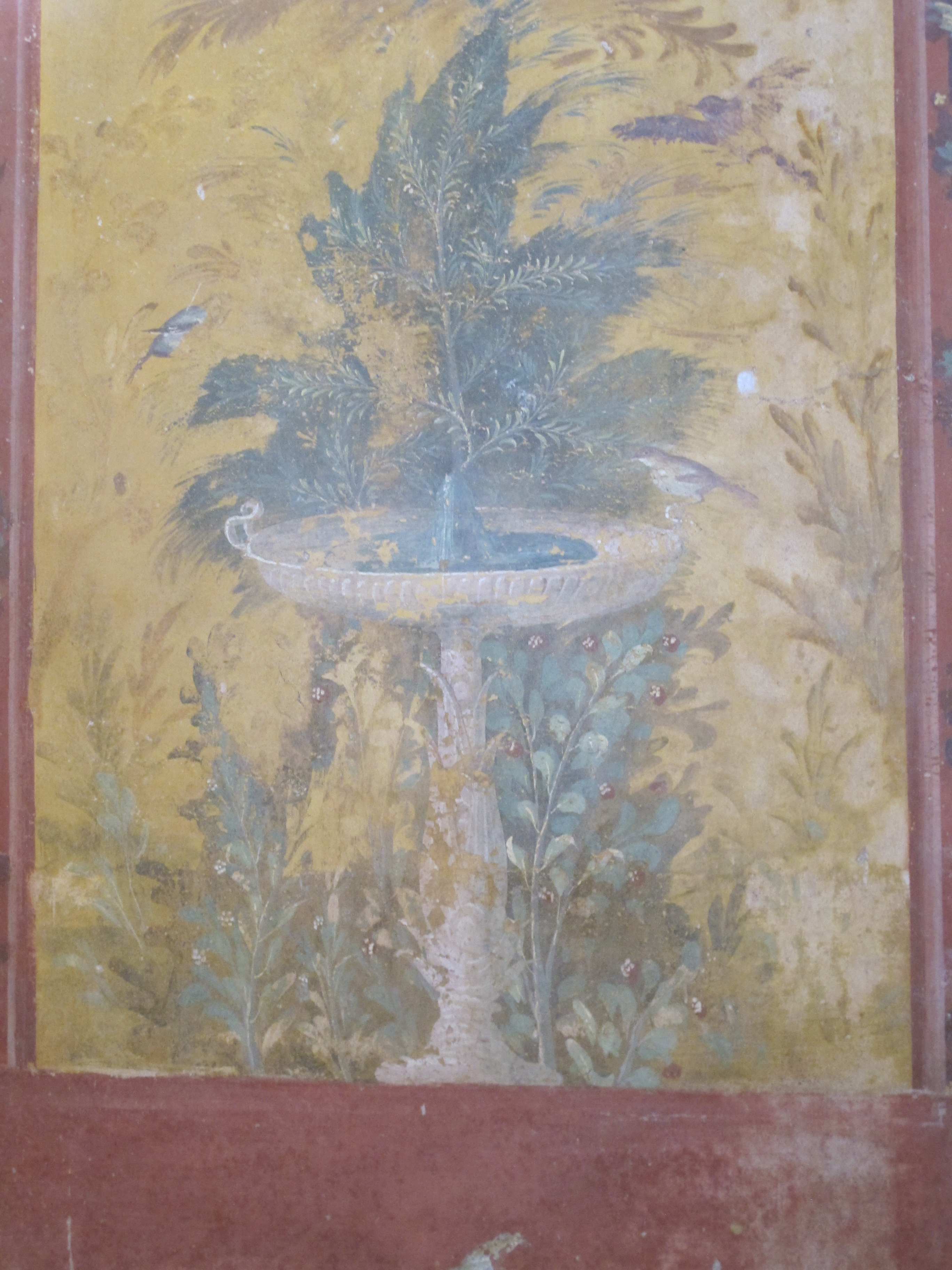
Villa Oplontis
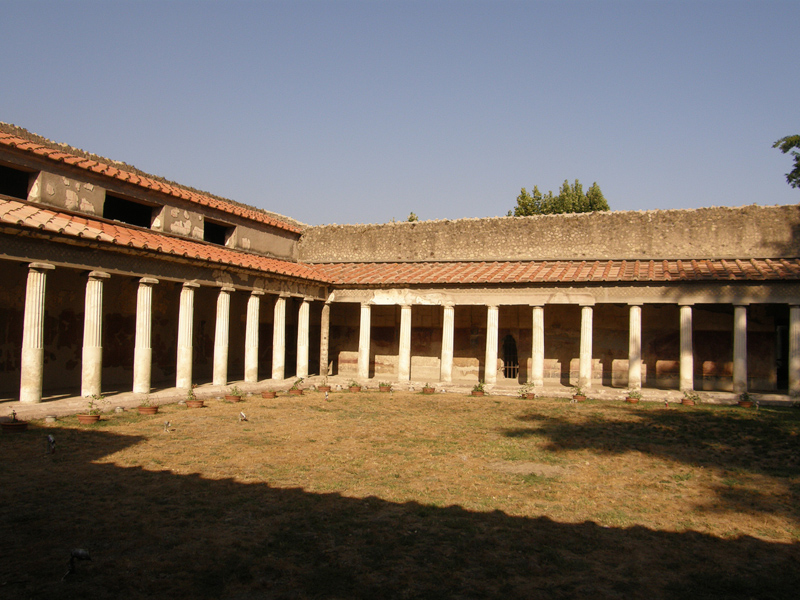
Villa Popea (Torre Annunziata)
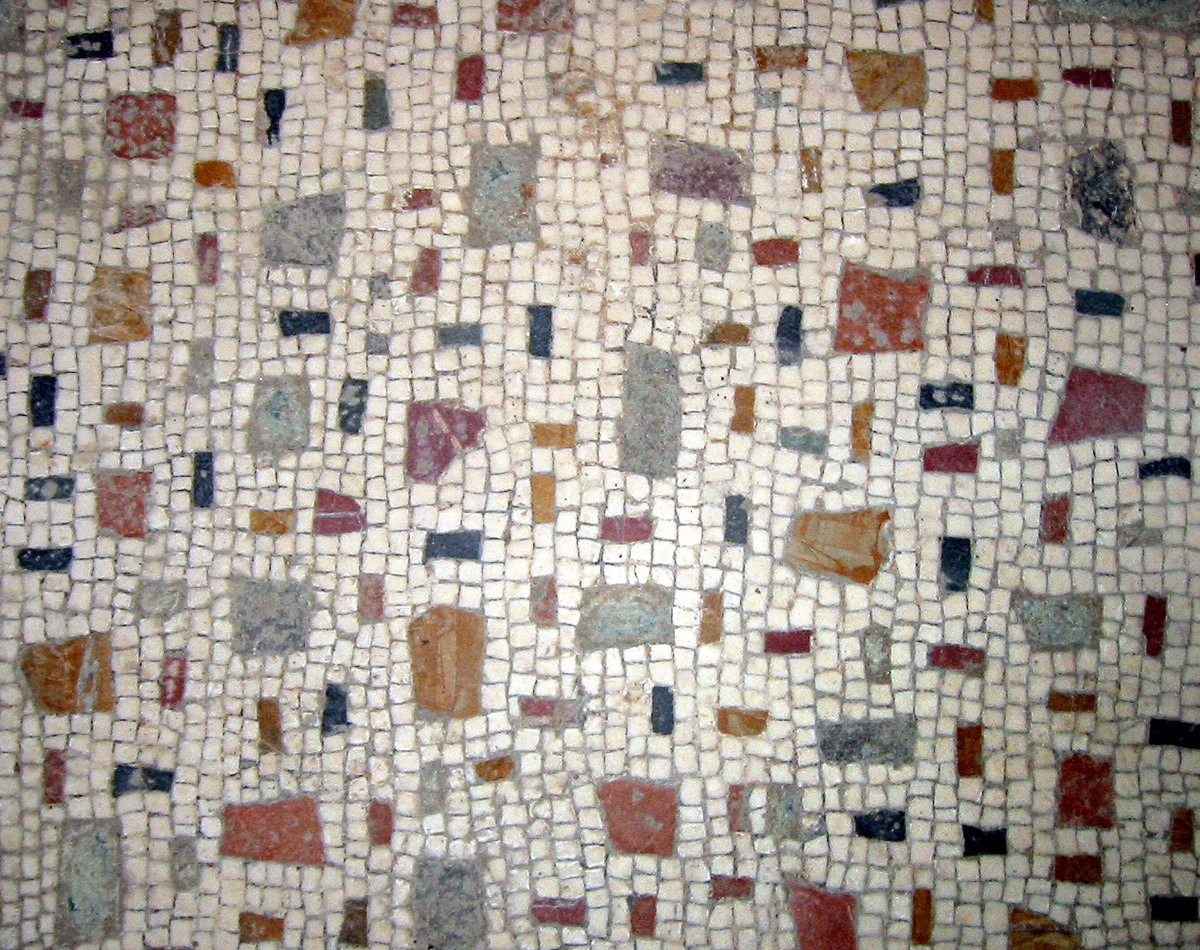
Suelo de mosaico
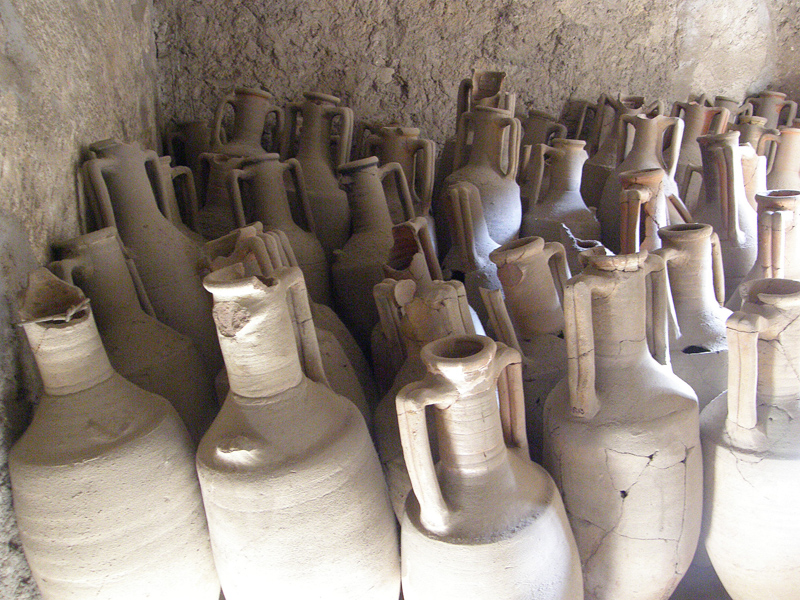
Ánforas en Villa Popea (Torre Annunziata)
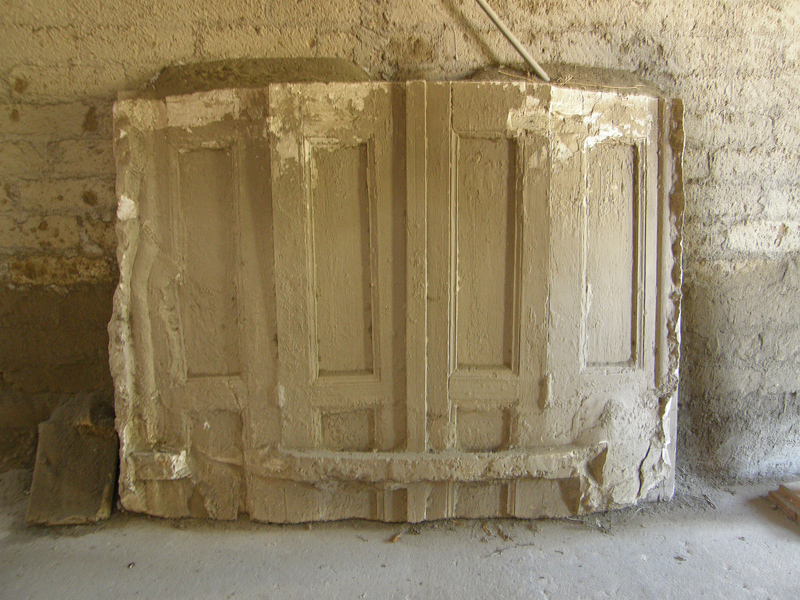
Villa Popea
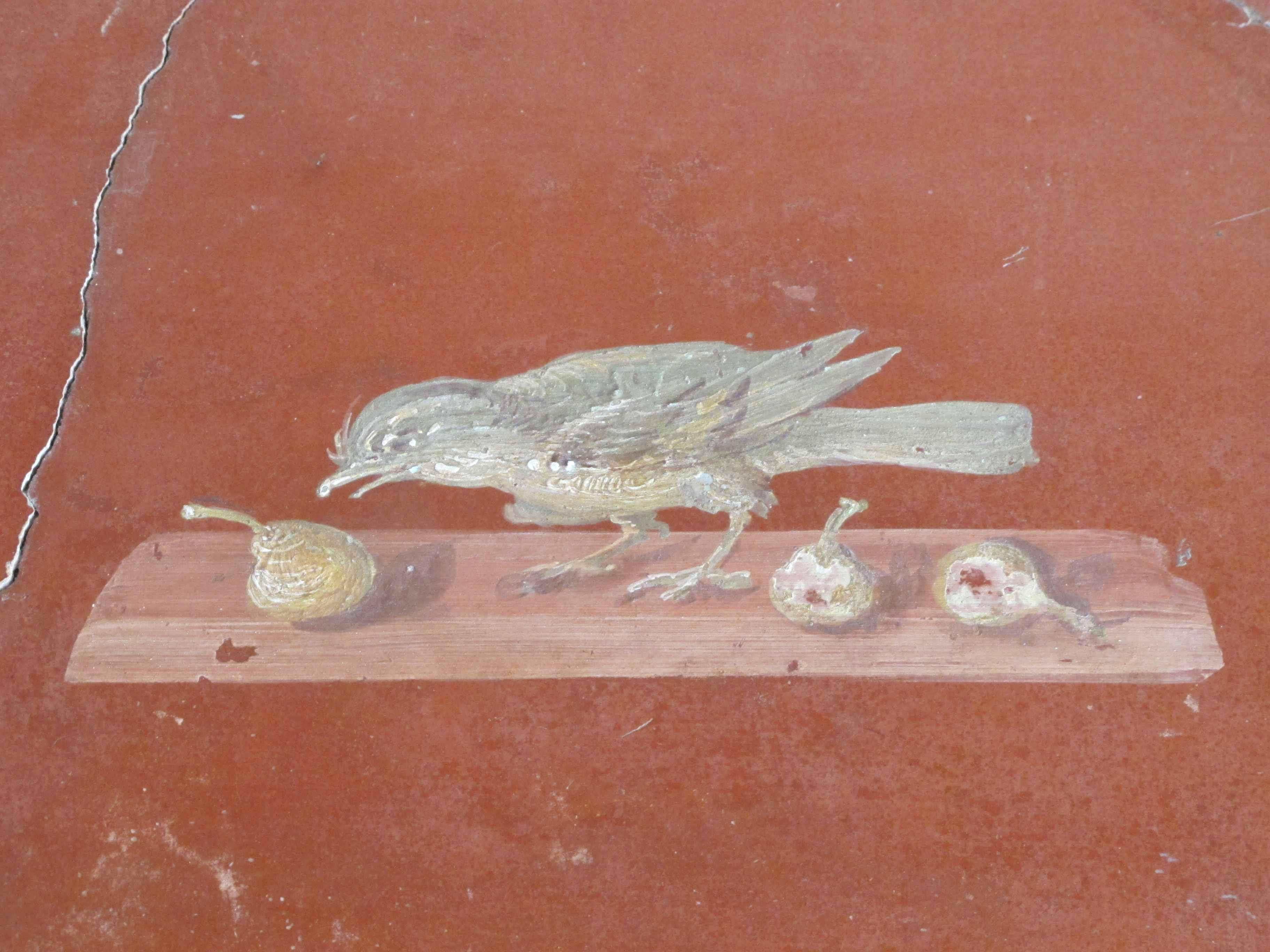
Fresco en Villa Oplontis
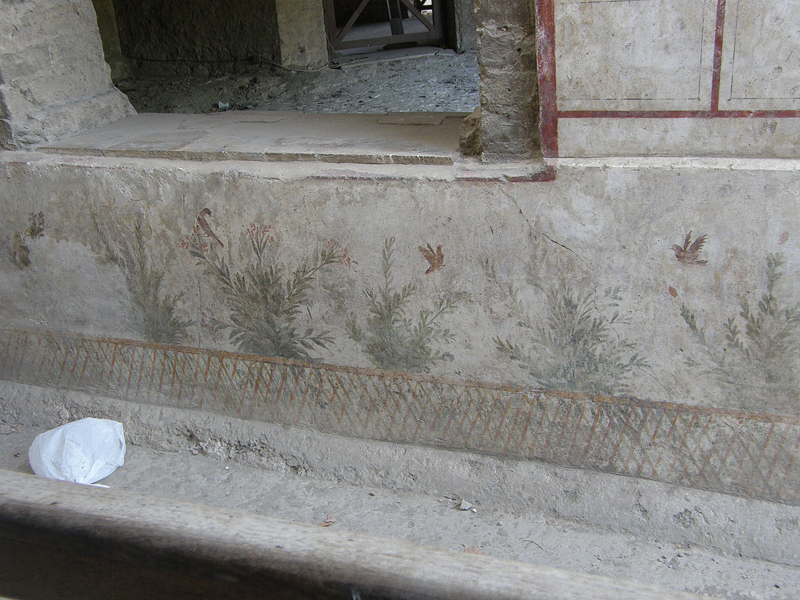
Detalle